# 花山街道
花山街道（かざんかいどう）は中華人民共和国湖南省婁底市婁星区の街道弁事処。

## 行政区画
- 鉄東社区
- 鉄西社区
- 神童湾社区
- 大橋社区
- 花山社区
- 清潭社区
- 山塘社区
- 思塘社区
- 観化社区
- 対江社区

## 地理
- 河川：漣水

## 医院
- 婁底市第二人民医院

## 交通

### 鉄道
- 洛湛線（中国語版）[2]
- 滬昆線[2]

### 道路
- 漣浜街[3]
- 婁星南路